# 肝付良兼
肝付良兼（1535年—1571年8月20日）是日本戰國時代的武將、大隅國戰國大名。肝付氏第17代當主。父親是肝付氏第16代當主肝付兼續。

## 生平
在天文4年（1535年）出生。天文22年（1553年），在父親兼續隱居後，成為當主，不過實權仍然由父親掌握。永祿9年（1566年），在父親死後，掌握家中權力。永祿11年（1568年），與伊東氏同盟，進攻飫肥並撃退島津軍。元龜2年（1571年），前往救援伊地知重興，並撃退島津軍。不過在不久後病死。享年37歲。
繼承人是成為女婿的弟弟兼亮。

## 外部連結
- 武家家伝＿肝付氏 （页面存档备份，存于）